# Ókubo Szuszumu
Ókubo Szuszumu (Tokió, 1930. március 2. – Rochester, 2015. július 17.) japán részecskefizikus, a Rochesteri Egyetem emeritus professzora, aki a kvarkmodellel kapcsolatos Gell-Mann–Ókubo-tömegösszefüggésről nevezetes.

## Tudományos pályafutása
Bakkalaureátusát 1952-ben a Tokiói Egyetemen szerezte. PhD fokozatát a Rochesteri Egyetemen kapta 1958-ban. Ezután 1959–60-ban a Nápolyi Egyetemen dolgozott. 
1960–61-ben Robert Marshak, a Rochesteri Egyetem fizikai intézetének vezetője közbenjárására a CERN-ben volt látogató főmunkatárs (visiting research associate). Itt próbált egy SU(3) tömegösszefüggést találni a hadronok között a Szakata-modell és a Gell-Mann–Nisidzsima-összefüggés inspirációja nyomán. Itt sikerült is a lényegi kérdéseket megoldania, és miután tőle függetlenül Murray Gell-Mann ennek egy speciális esetét felfedezte, a formula Gell-Mann–Ókubo-tömegösszefüggés néven vált ismertté, mint Gell-Mann és George Zweig 1964-es kvarkmodelljének egyik járuléka.
Ezután rövid időre visszatért a Tokiói Egyetemre, mert problémái akadtak az újbóli amerikai vízummal. Amikor ezt megkapta, akkor 1962-ben a Rochesteri Egyetemen folytatta pályafutását, mint tudományos főmunkatárs (senior research associate), majd 1964-től mint professzor (full professor).